# Исаиловић
Исаиловић је српско презиме настало од мушког имена Исаило. Познате особе са овим презименом су:
- Бојан Исаиловић (рођен 1980), фудбалер
- Драган Исаиловић (рођен 1976), фудбалер
- Ивана Исаиловић (рођена 1986), одбојкашица